# Poume d’oranges
Poume d'oranges, auch Pome dorreng oder Pommedorry geschrieben, ist ein charakteristisches Gericht der Esskultur des Mittelalters, das mehrfach für höfische englische Festmahle oder in Handschriften zur Kochkunst belegt ist. Es handelt sich dabei um vergoldete Fleischbällchen. Dieses Gericht taucht unter anderem als Pome dorreng im Krönungsmenü für Heinrich IV. auf. 
Dieses Gericht, das unter anderem in anglonormannischen Handschriften genannt ist, weist auf den Einfluss der arabischen Küche auf die europäische Küche hin. Dieser Einfluss ist mit großer Wahrscheinlichkeit darauf zurückzuführen, dass Normannen im 11. Jahrhundert Sizilien eroberten, das einige Jahrhunderte lang von Arabern beherrscht wurde. In Südspanien herrschten jahrhundertelang die Mauren. Eine ähnliche Herkunft lässt sich für Teste de Turke feststellen.